# Віная-пітака
Віная-пітака («кошик статусу») — перша частина Трипітаки. Написана мовою палі. Створена на острові Цейлон. Описує обов'язкові правила прийому до буддійських общин, описи життя періоду дощів, правила облаштування житла, носіння одягу тощо.